# Johannes de Groot
Johannes de Groot (* 7. Mai 1914 in Garrelsweer; † 11. September 1972 in Rotterdam) war ein niederländischer Mathematiker.

## Leben
Er studierte ab 1933 an der Reichsuniversität Groningen Mathematik im Hauptfach sowie Physik und Philosophie in den Nebenfächern. Das Studium schloss er 1942 mit dem Doktortitel ab. Er war dann an Schulen in Coevorden und Den Haag als Mathematiklehrer tätig, bis er 1946 eine wissenschaftliche Stelle am Mathematisch Centrum bekam. 1947 gab er Lesungen an der Universität von Amsterdam. Im folgenden Jahr wurde er zum Mathematikprofessor an der Technischen Hochschule Delft benannt. 1949 heiratete er Lutgerdina Steffina Koster, mit der er eine Tochter hatte. Ab 1952 war er in derselben Position an der Universität von Amsterdam tätig. Am Mathematisch Centrum war er ab 1960 Leiter der Abteilung Reine Mathematik. An der Universität von Amsterdam war er ab 1964 Dekan. Seitdem war er am Mathematisch Centrum nicht mehr leitend, sondern nur noch beratend tätig.
Seine Arbeitsgebiete waren die Topologie und Topologische Gruppen. 1969 wurde er zum Mitglied der Königlich Niederländischen Akademie der Wissenschaften gewählt.